# Ford Galaxy
El Ford Galaxy és unvehicle gran polivalent (MPV). Va ser introduït per primera vegada el 1995, i des de llavors s'ha estès per més de tres generacions. El gener de 2022, la companyia va anunciar que deixaria de fabricar-lo.